# Seydan
Seydān (farsi سيدان) è una città dello shahrestān di Marvdasht, circoscrizione di Seydan, nella provincia di Fars. Aveva, nel 2006, una popolazione di 7.555 abitanti. 